# NGC 374
NGC 374 je galaksija u zviježđu Ribe.

## Vanjske poveznice
- SEDS: NGC 374